# Читина
Читина (англ. Chitina, атна Tsedi Na’) — статистически обособленная местность в зоне переписи населения Коппер-Ривер, штат Аляска, США.

## География
Площадь статистически обособленной местности составляет 248 км², из которых 219,2 км² — суша и 28,8 км² — открытые водные пространства. Расположена на западном берегу реки Коппер, в месте, где в неё впадает река Читина, в 85 км к юго-востоку от статистически обособленной местности Коппер-Сентер и в 106 км к юго-востоку от статистически обособленной местности Гленналлен. Читина находится вблизи западной границы национального парка Рангел-Сент-Элайас.

## Население
По данным переписи 2000 года, население статистически обособленной местности составляло 123 человека. Расовый состав: коренные американцы — 33,33 %; белые — 51,22 %; представители двух и более рас — 15,45 %.
Из 52 домашних хозяйств в 23,1 % — воспитывали детей в возрасте до 18 лет, 42,3 % представляли собой совместно проживающие супружеские пары, в 13,5 % семей женщины проживали без мужей, 42,3 % не имели семьи. 36,5 % от общего числа семей на момент переписи жили самостоятельно, при этом 9,6 % составили одинокие пожилые люди в возрасте 65 лет и старше. В среднем домашнее хозяйство ведут 2,37 человек, а средний размер семьи — 3,07 человек.
Доля лиц в возрасте младше 18 лет — 29,3 %; лиц старше 65 лет — 8,9 %. Средний возраст населения — 39 лет. На каждые 100 женщин приходится 86,4 мужчин; на каждые 100 женщин в возрасте старше 18 лет — 102,3 мужчин.

## Экономика
Средний доход на совместное хозяйство — 26 000 долл.; средний доход на семью — 28 750 долл., средний доход на душу населения — 10 835 долл. Около 3,3 % семей и 12,7 % жителей живут за чертой бедности, включая 0 % лиц в возрасте младше 18 лет и 15,4 % лиц старше 65 лет.